# ロンリィ・ピーポーII
「ロンリィ・ピーポーII」（ロンリィ・ピーポー ツー）は、1983年6月22日に発売された太田裕美のシングル。前作の『君と歩いた青春』から、1年10か月ぶりのシングル発売となった。

## 解説
「ロンリィ・ピーポー」はシリーズ楽曲で、IVまでの4曲がある。いずれも作詞は下田逸郎が手掛けている。
- 「ロンリィ・ピーポー」は、アルバム『Far East』に収録。
- 「ロンリィ・ピーポーII」「ロンリィ・ピーポーIII」は、アルバム『I do, You do あなたらしく、わたしらしく』に収録。
- 「ロンリィ・ピーポーIV」は、アルバム『TAMATEBAKO』に収録。

1983年6月23日放映のTBSテレビ『ザ・ベストテン』の「今週のスポットライト」コーナーに出演した際に「ロンリィ・ピーポーII」を歌唱した。

## 収録曲
いずれも、アルバム『I do, You do あなたらしく、わたしらしく』に収録。
A面
1. ロンリィ・ピーポーII（4分05秒）
  - 作詞：下田逸郎／作曲：岡本一生、亀井登志夫／編曲：大村雅朗

B面
1. 葉桜のハイウェイ（4分15秒）
  - 作詞：山元みき子／作曲：板倉文／編曲：大村雅朗

## 収録アルバム
- I do, You do あなたらしく、わたしらしく
- GOLDEN☆BEST 太田裕美 コンプリート・シングル・コレクション
- 太田裕美 Singles 1978-2001
- ザ・ベストテン スポットライト編（2009年4月22日、Sony Music、MHCL-1501）[1]